# Rhône (département)
Cet article concerne le département du Rhône en tant que collectivité territoriale. Pour le département du Rhône au sens de l'administration d'État, voir circonscription départementale du Rhône. Pour d'autres articles relatifs au Rhône, voir Rhône (homonymie).
 (juin 2016).
Si vous disposez d'ouvrages ou d'articles de référence ou si vous connaissez des sites web de qualité traitant du thème abordé ici, merci de compléter l'article en donnant les références utiles à sa vérifiabilité et en les liant à la section « Notes et références ».
Le Rhône (prononcé /ʁon/) est un département français de la région Auvergne-Rhône-Alpes. Ses habitants sont appelés les Rhodaniens et Rhodaniennes. L'Institut national de la statistique et des études économiques (Insee) lui attribue le code officiel géographique 69D. La Poste lui attribue le code 69, qu'il partage avec la métropole de Lyon, tous deux faisant partie pour ce qui concerne l'administration de l'État de la circonscription départementale du Rhône.
Historiquement constitué de l'agglomération lyonnaise et de territoires de moyenne montagne environnants, le Rhône ne compte plus, depuis le 1er janvier 2015, que les territoires extérieurs à la métropole de Lyon. Toutefois, bien que Lyon ne fasse plus partie du département, le siège du Conseil départemental y est toujours situé.

## Histoire
Le département du Rhône est créé en 1793 par démembrement de celui de Rhône-et-Loire, à la suite du soulèvement de Lyon contre la Convention nationale. En même temps la commune de La Guillotière fut rattachée brièvement au département de l'Isère.
Le développement d'une zone urbanisée autour de Lyon entraîne en 1852 l'annexion au département du Rhône de quatre communes situées en Isère (Bron, Vaulx-en-Velin, Vénissieux — Saint-Fons y était rattaché — et Villeurbanne). Le 1er janvier 1969 est créée la communauté urbaine de Lyon : comme il n'est alors pas possible pour une intercommunalité de réunir des communes de plusieurs départements, six communes de l'Ain et vingt-trois communes de l'Isère sont intégrées au département du Rhône afin de rejoindre la nouvelle communauté urbaine. Le département est de nouveau agrandi en 1971, quand Colombier-Saugnieu est à son tour détachée de l'Isère.
Le 1er janvier 2015, les 59 communes de la communauté urbaine de Lyon sont détachées du département pour former la métropole de Lyon. Le siège de la préfecture reste à Lyon dans l'actuel hôtel de préfecture. Le 20 novembre 2015, le conseil départemental a voté à l'unanimité un avis favorable à la désignation de Villefranche-sur-Saône comme nouveau chef-lieu mais qui précise que « les services départementaux ne seront donc pas déménagés » et que « la fixation du chef-lieu du département du Rhône ne saurait imposer au conseil départemental de tenir ses séances dans la commune retenue ». En attendant un éventuel transfert de chef-lieu à l'extérieur du territoire de la métropole qui sera fixé par décret après les élections départementales, le Conseil départemental du Rhône peut continuer de siéger à Lyon,. Le 14 juin 2016, le ministre de l'Intérieur Bernard Cazeneuve annonçait au député-maire de Villefranche-sur-Saône Bernard Perrut avoir « saisi le Conseil d'État pour que le décret soit pris très rapidement » concernant le transfert du chef-lieu du département. Depuis la situation n'a pas évolué et Lyon demeure le chef-lieu du département, en droit comme en fait. De ce fait, le département du Rhône a son chef-lieu en dehors de son territoire, ce qui est un cas unique en France. 
Au 1er janvier 2016 la région Rhône-Alpes, à laquelle appartenait le département, fusionne avec la région Auvergne pour devenir la nouvelle région Auvergne-Rhône-Alpes.
L'appellation officieuse « Nouveau Rhône » est parfois utilisée, que ce soit par la presse ou même par l'INSEE,.

## Géographie
Le département tire son nom du Rhône. À la suite de la création de la métropole de Lyon, ce fleuve ne traverse plus le territoire du département mais se contente de le longer, d'abord sur un peu plus de trois kilomètres en amont de la métropole au niveau de Jons, puis en aval entre Sérézin-du-Rhône et Ternay ; le fleuve sert également de limite avec le département de l'Isère entre Loire-sur-Rhône et Condrieu. 
La création de la métropole de Lyon a également coupé le département en deux parties distinctes, une bande de terrain le long du Rhône ayant été prélevée sur le territoire de Millery afin de relier les communes de Grigny et Vernaison, afin d'assurer la continuité territoriale de la métropole dont ces deux dernières communes sont membres. De la même manière et afin d'assurer la continuité territoriale du département du Rhône, la commune de Jonage cède deux parties à celle de Jons, formant ainsi un autre corridor.
Le département du Rhône fait partie de la région Auvergne-Rhône-Alpes. Il est limitrophe de la métropole de Lyon et des départements de l'Ain, de l'Isère, de la Loire et de Saône-et-Loire.
En dehors de la vallée du Rhône et de la plaine de l'Est lyonnais, le Rhône est un département de moyennes montagnes : la partie nord du territoire est occupée par les monts du Beaujolais et le sud-ouest par les monts du Lyonnais et les monts de Tarare. Les communes qui entourent la métropole de Lyon font partie de l'aire urbaine de Lyon.

Paysages du Rhône :
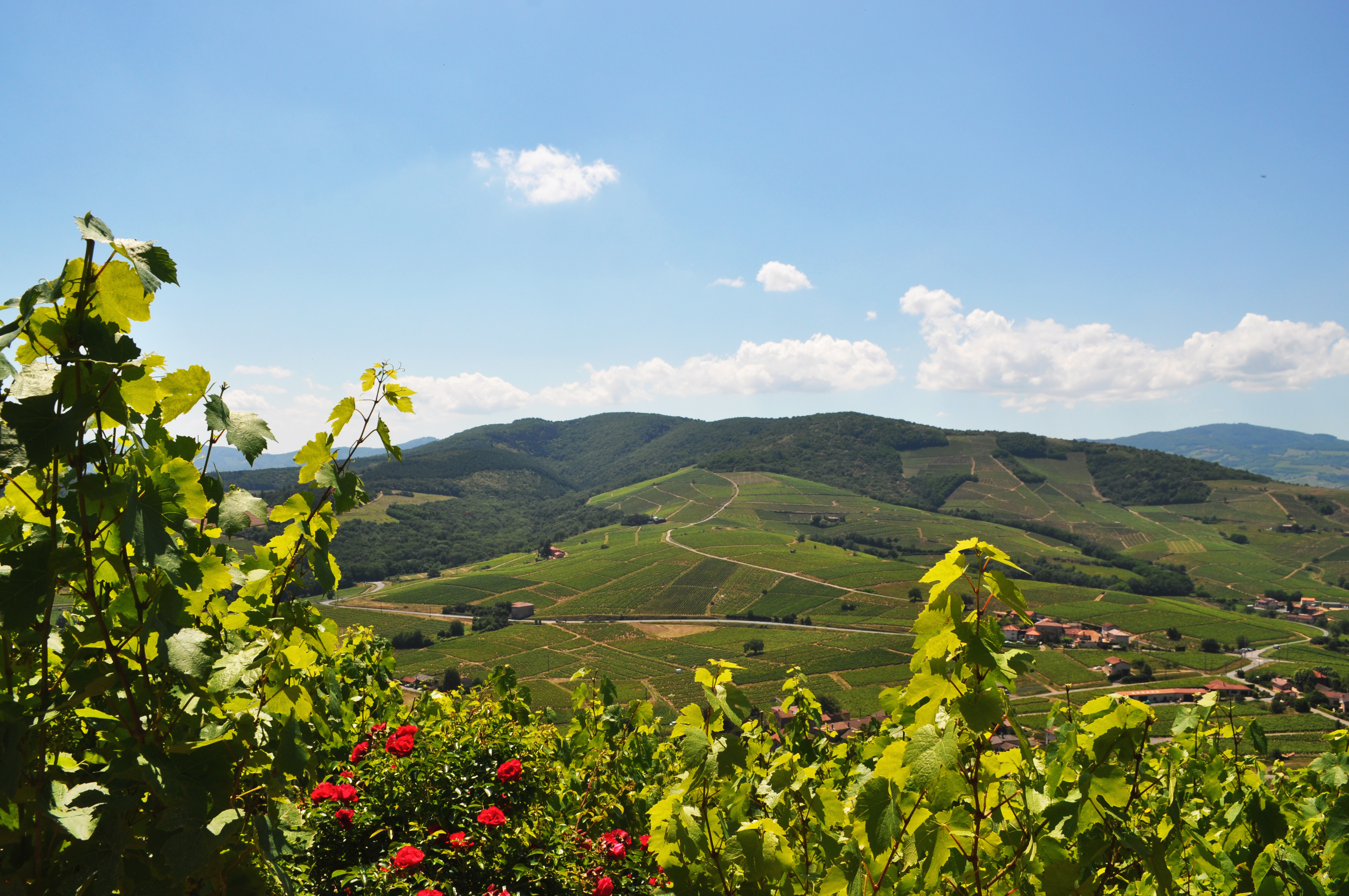
Mont Brouilly et vignobles, au nord.
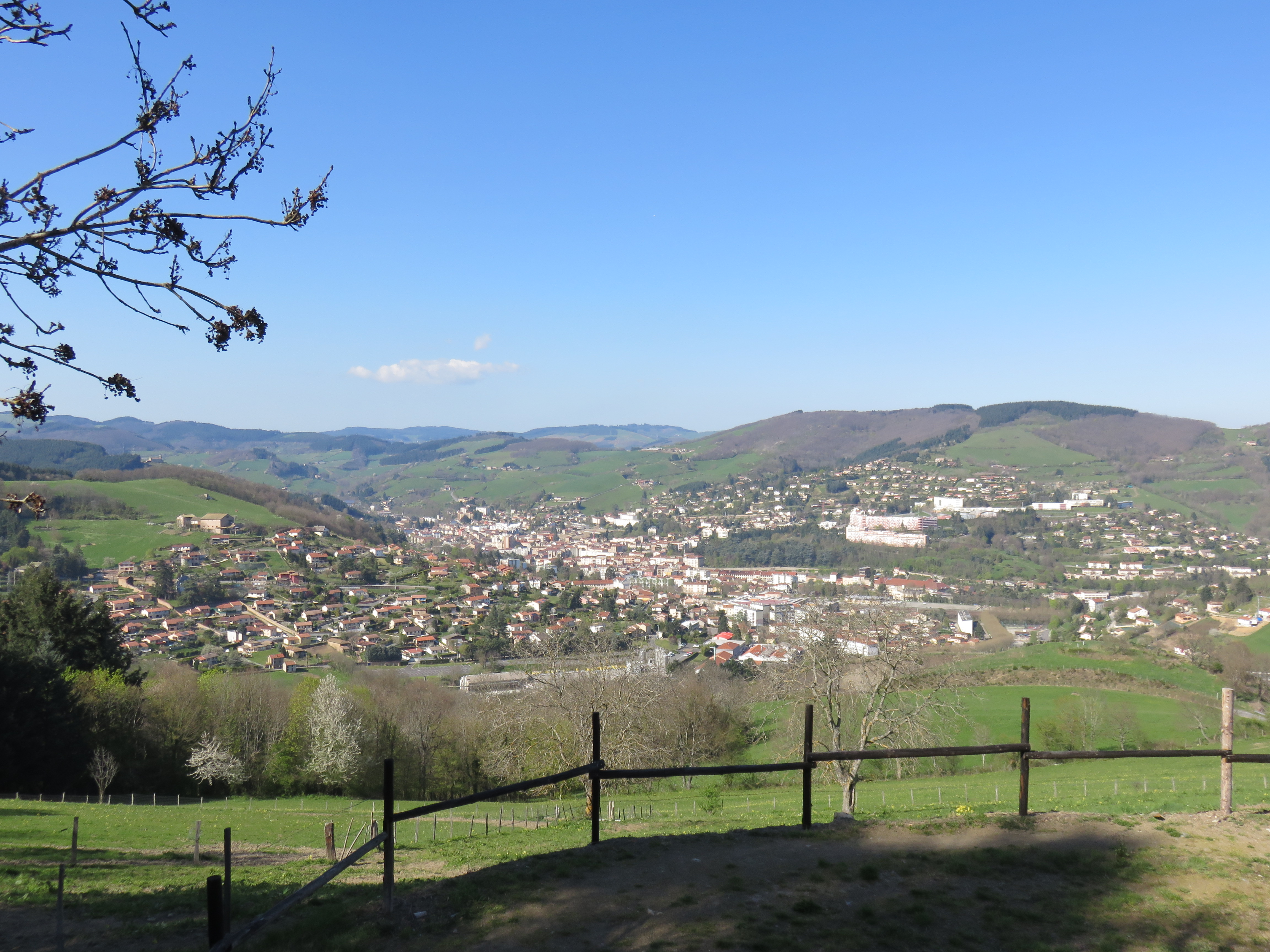
Vue de Tarare depuis Saint-Marcel-l'Éclairé, au centre-ouest.
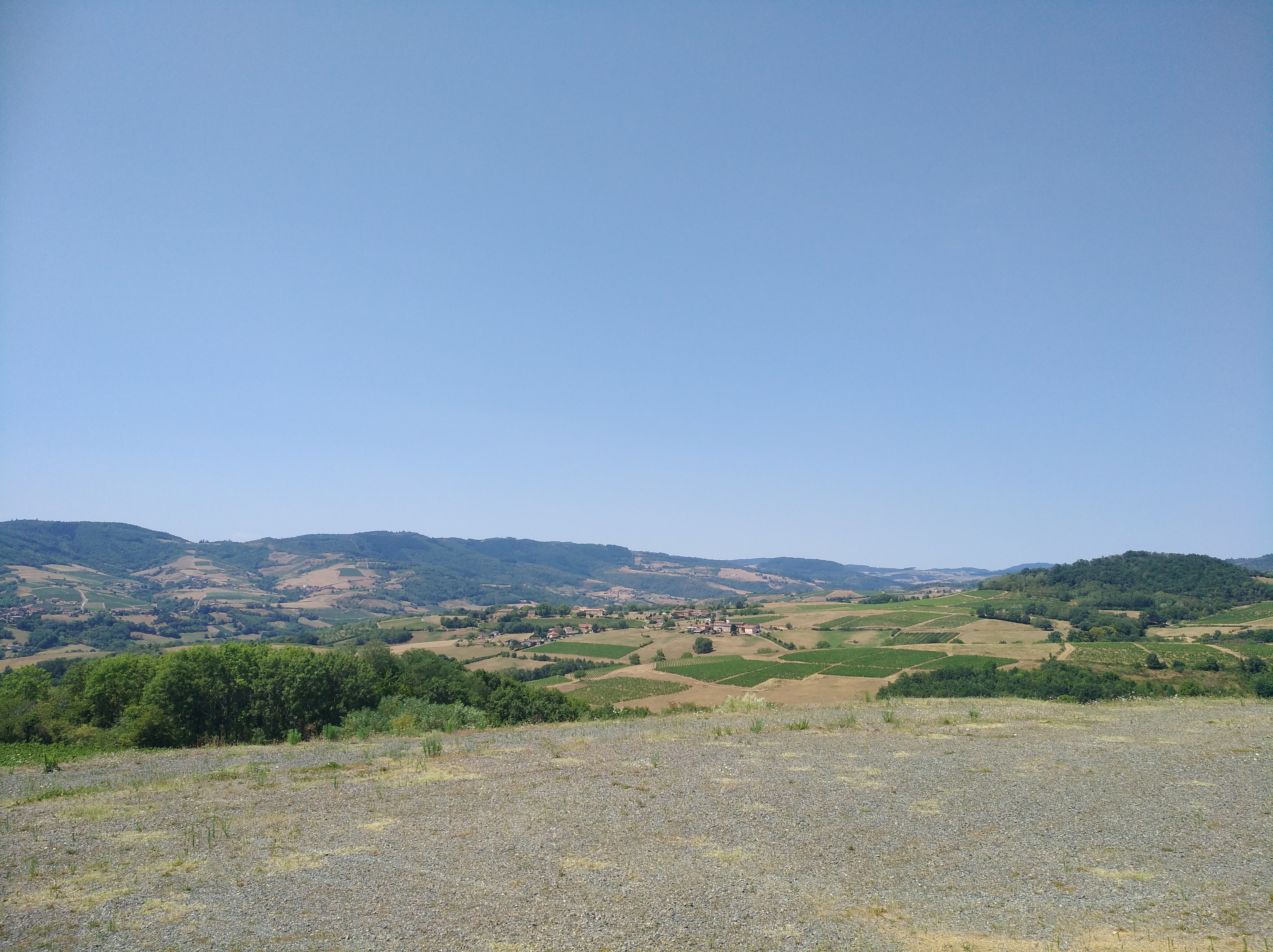
Saint-Laurent-d'Oingt, vue en direction du hameau de Ronzière (Ternand) au centre.

### Climat

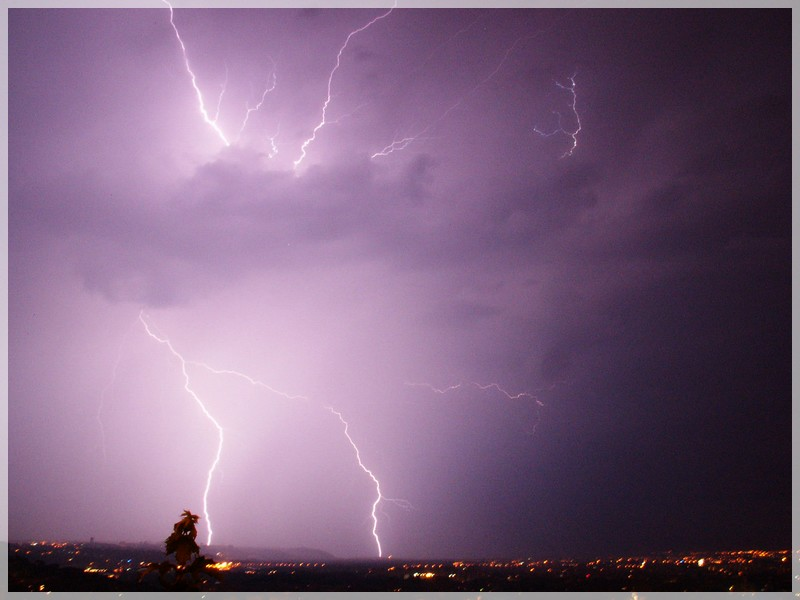
Éclairs lors d'un orage sur Lyon.

Le climat du Rhône est de type semi-continental avec des influences alternées des climats méditerranéen, continental et océanique. Les hivers sont assez rigoureux (gelées parfois fortes, brouillard fréquent et chutes de neige épisodiques) et les étés sont chauds et ensoleillés.
Le vent souffle souvent : la bise se fait sentir régulièrement à partir du nord de la vallée du Rhône et le vent de sud souffle souvent et parfois violemment à l'avant des perturbations en provenance de Méditerranée et du sud-ouest. Ce régime de vent d'orientation méridienne (nord/sud) est le résultat de l'alignement des vallées Saône-Rhône et aux reliefs à l'ouest (Massif central) et à l'est (Alpes), qui canalisent le vent dans la vallée. Les orages d'été peuvent être violents et fréquents.

## Économie
L'économie du Rhône est fortement influencée par la métropole de Lyon, qui abrite un important secteur industriel (couloir de la chimie, pétrochimie, automobile) et de services. La vallée du Gier connaît une difficile reconversion d'activités industrielles liées à l'extraction et à la transformation de matières premières. La crise du textile n'a pas non plus épargné le département.
Le nord du département, et particulièrement le Beaujolais, est plutôt rural et est réputé pour ses vins. La viticulture est également présente au sud-ouest du département, sur les coteaux des monts du Lyonnais et sur ceux de Condrieu, parmi lesquels on peut citer le Comtés-rhodaniens.
Le Haut-Beaujolais est consacré à l'exploitation du bois. La polyculture, où l'élevage est dominant, existe bien que ce type d'exploitations de taille moyenne ou petite est toujours dynamique. Le département du Rhône est le département français qui possède la plus forte densité de population agricole active en France avec 2,66 personnes par km2[réf. souhaitée].
La principale zone touristique du département est le Beaujolais avec ses vins de renommée mondiale et les villages des pierres dorées.

## Démographie
La métropole de Lyon, qui concentrait les trois quarts de la population du Rhône, ayant été détachée du département, le Rhône compte désormais 474 369 habitants en 2022. Le sud-est du département fait partie de l'aire d'attraction de Lyon.
Dans le reste du département, les principales aires d'attractions sont celles de Belleville-en-Beaujolais et de Tarare.

### Communes les plus peuplées
| Nom                      | Code Insee | Intercommunalité                 | Superficie (km2) | Population (dernière pop. légale) | Densité (hab./km2) | Modifier                                    |
| ------------------------ | ---------- | -------------------------------- | ---------------- | --------------------------------- | ------------------ | ------------------------------------------- |
| Villefranche-sur-Saône   | 69264      | CA Villefranche Beaujolais Saône | 9,48             | 36 224 (2022)                     | 3 821              | modifier les données · modifier les données |
| Belleville-en-Beaujolais | 69019      | CC Saône-Beaujolais              | 22,86            | 13 767 (2022)                     | 602                | modifier les données · modifier les données |
| Genas                    | 69277      | CC de l'Est lyonnais             | 23,84            | 13 446 (2022)                     | 564                | modifier les données · modifier les données |
| Brignais                 | 69027      | CC de la Vallée du Garon         | 10,36            | 12 330 (2022)                     | 1 190              | modifier les données · modifier les données |
| Tarare                   | 69243      | CA de l'Ouest Rhodanien          | 13,99            | 10 881 (2022)                     | 778                | modifier les données · modifier les données |
| Chaponost                | 69043      | CC de la Vallée du Garon         | 16,32            | 9 217 (2022)                      | 565                | modifier les données · modifier les données |
| Anse                     | 69009      | CC Beaujolais Pierres Dorées     | 15,23            | 8 139 (2022)                      | 534                | modifier les données · modifier les données |
| Gleizé                   | 69092      | CA Villefranche Beaujolais Saône | 10,46            | 7 824 (2022)                      | 748                | modifier les données · modifier les données |
| Saint-Bonnet-de-Mure     | 69287      | CC de l'Est lyonnais             | 16,34            | 6 988 (2022)                      | 428                | modifier les données · modifier les données |
| Brindas                  | 69028      | CC des Vallons du Lyonnais       | 11,27            | 6 718 (2022)                      | 596                | modifier les données · modifier les données |
| Lentilly                 | 69112      | CC du Pays de L'Arbresle         | 18,39            | 6 541 (2022)                      | 356                | modifier les données · modifier les données |
| L'Arbresle               | 69010      | CC du Pays de L'Arbresle         | 3,36             | 6 469 (2022)                      | 1 925              | modifier les données · modifier les données |
| Mornant                  | 69141      | CC du Pays mornantais            | 15,76            | 6 261 (2022)                      | 397                | modifier les données · modifier les données |
| Vaugneray                | 69255      | CC des Vallons du Lyonnais       | 25,02            | 6 198 (2022)                      | 248                | modifier les données · modifier les données |
| Grézieu-la-Varenne       | 69094      | CC des Vallons du Lyonnais       | 7,45             | 6 284 (2022)                      | 843                | modifier les données · modifier les données |

## Transports
Le département du Rhône est desservi par les autoroutes A6 et A89, connectées avec les autoroutes desservant la métropole de Lyon : A7, A43, A46, A47, A432, A450 et A466.
La gare de Lyon-Saint-Exupéry TGV est la principale gare du département, la gare de Lyon-Part-Dieu étant située dans la métropole de Lyon.
Les transports en commun sont organisés par le SYTRAL, qui dépend conjointement du département et de la métropole de Lyon. Le territoire du département est desservi par les cars du Rhône et la communauté d'agglomération Villefranche-Beaujolais-Saône dispose du réseau Libellule. Quelques communes périphériques de la Métropole, comme Chasselay ou Chaponost par exemple, ainsi que l'intégralité de la communauté de communes de l'Est lyonnais, sont desservies par les Transports en commun lyonnais (TCL) et le service Optibus. La communauté d'agglomération de l'Ouest Rhodanien complète l'offre départementale par le réseau de bus CORUS, ne dépendant pas du SYTRAL et composé exclusivement de lignes sur réservation.
Le département est desservi par l'aéroport de Lyon-Saint-Exupéry, situé à Colombier-Saugnieu, relié à la gare de Lyon-Part-Dieu par la ligne de tramway Rhônexpress ainsi qu'à la banlieue est de Lyon par la ligne de bus TCL 47.

## Politique

### Conseil départemental
Le conseil départemental du Rhône administre le département. Il a longtemps été dominé par des élus de centre-droit, UDF puis UDI, puis par Les Républicains (ex-UMP) à la suite des élections départementales de 2015.
Bien que la métropole de Lyon soit détachée du département du Rhône depuis le 1er janvier 2015, la législation prévoit que les deux collectivités territoriales continuent de disposer de certaines institutions sur toute la circonscription départementale du Rhône :
- Service départemental métropolitain d'incendie et de secours (SDMIS)[14] ;
- SYTRAL Mobilités ;
- Maison départementale et métropolitaine des personnes handicapées (MDMPH)[15] ;
- Commission départementale-métropolitaine de coopération intercommunale[16] ;
- Conseil départemental consultatif du Rhône ;
- Comité départemental des retraités et personnes âgées du département ;
- Conseil de famille du département ;
- Commission des droits et de l'autonomie des personnes handicapées ;
- Commission consultative paritaire départementale ;
- Service d'archives du département du Rhône et de la métropole de Lyon (dont relève également la conservation des antiquités et objets d'art).

Le siège du conseil départemental du Rhône est toujours situé dans la commune de Lyon, bien qu'elle ne fasse plus partie du département.

### Services de l'État
Pour l'organisation des services déconcentrés de l'État, le département du Rhône fait partie de la « circonscription départementale du Rhône », avec la métropole de Lyon : le préfet du Rhône, Stéphane Bouillon (depuis 2017), est également représentant de l'État dans la métropole de Lyon et les directions départementales qui en dépendent sont communes (ce qui explique que la métropole et le Rhône continuent tous deux de porter le code 69). Le 1er février 2017, les arrondissements de cette circonscription départementale ont été redécoupés afin de faire correspondre leurs limites à celles des intercommunalités : ainsi l'arrondissement de Lyon couvre le sud du département (sur sept intercommunalités, dont deux s'étendent aussi sur des communes des départements de l'Isère et de la Loire) et la métropole lyonnaise (considérée comme une intercommunalité aux compétences étendues, mais non découpée en cantons comme le reste de l'arrondissement de Lyon), tandis que l'arrondissement de Villefranche-sur-Saône couvre le nord du département (sur cinq intercommunalités, dont une s'étend aussi sur une commune du département de l'Ain).
Malgré la division du département inscrite dans la « loi MAPAM », les services de l'État continuent à utiliser couramment l'appellation « département du Rhône » pour désigner le territoire des administrations déconcentrées de l'État, couvert à la fois par la métropole de Lyon et par le département au sens légal des collectivités territoriales. C'est également le cas de l'INSEE, qui utilise l'expression « département du Rhône » pour désigner la circonscription administrative. L'appellation « circonscription départementale du Rhône » est toutefois utilisée dans certains textes réglementaires issus du gouvernement concernant les collectivités territoriales.

### Communes

La carte des établissements publics de coopération intercommunale dans le département du Rhône au 1er janvier 2018.

216 communes du Rhône sont regroupées en 12 intercommunalités. 12 communes font partie d'une intercommunalité dont le siège est situé en Isère, à Vienne, sur l'autre rive du Rhône.

## Avenir institutionnel de la circonscription
Depuis les élections métropolitaines de 2020 et le changement de majorité, des maires issus principalement de la douzième circonscription du Rhône mécontents du fonctionnement métropolitain demandent des réformes en profondeur et menacent de quitter la métropole de Lyon,.